# Aeropuerto El Tehuelche

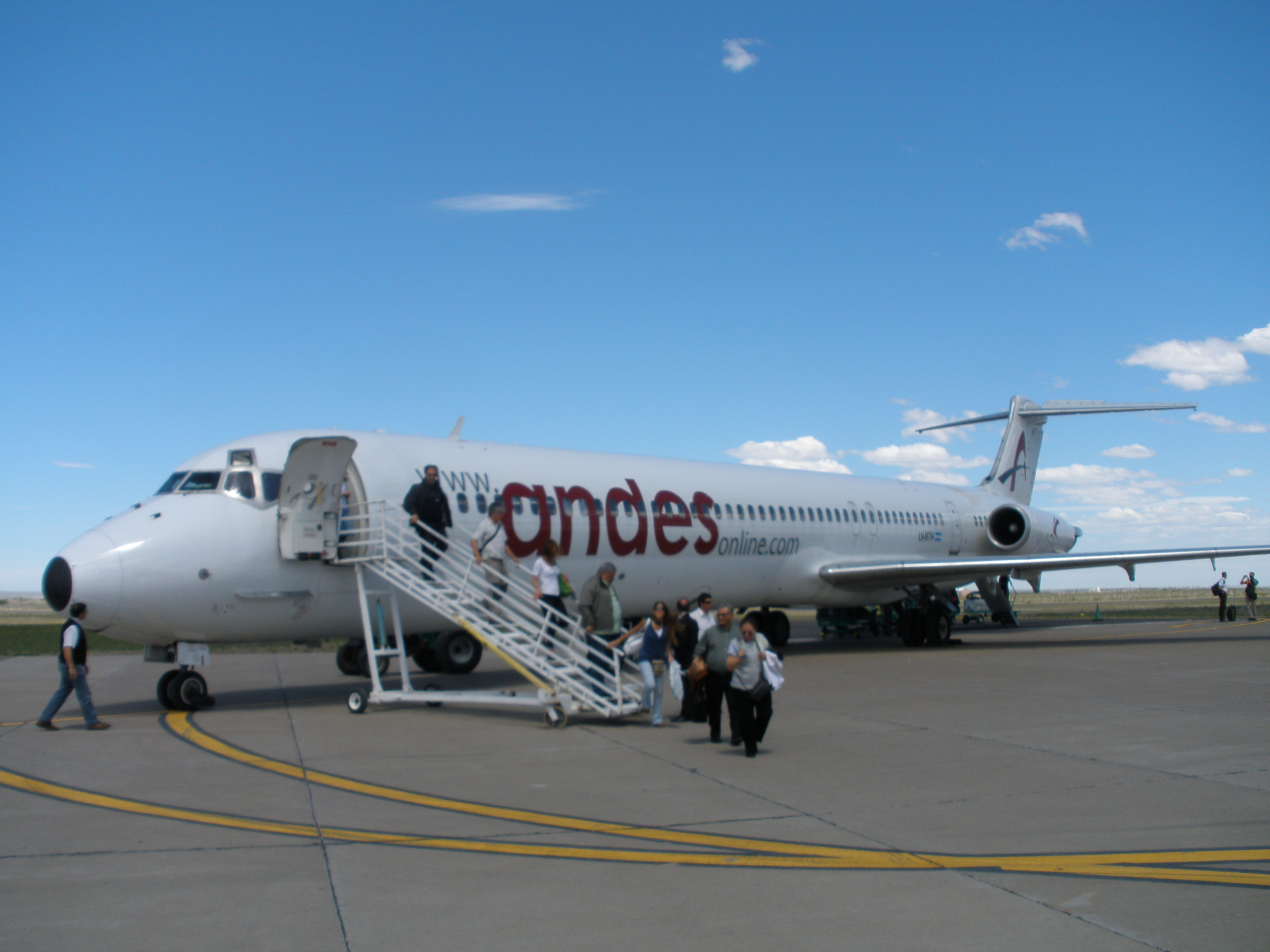
Avión de Andes

El Aeropuerto El Tehuelche (FAA: PMY - IATA: PMY - OACI: SAVY), es un aeropuerto de cabotaje que se encuentra ubicado a unos 10 km hacia el noroeste del centro de Puerto Madryn, en la provincia del Chubut. Fue inaugurado el 8 de julio de 1946, en el marco del Primer Plan Quinquenal, con el objetivo expreso de conectar la Patagonia al resto del país.

## Servicios
Actualmente en dicho aeropuerto operan Aerolíneas Argentinas (Embraer 190), LADE (Fokker F28 Fellowship y Saab 340B ) y Flybondi (Boeing 737-800 NG), además de la actividad del aeroclub local, emplazado en el mismo predio. 
- Horario de maniobras de 8:00 a 21:00.

Posee una de las plantas de combustible más modernas de la Argentina que fue inaugurada el 7 de agosto de 2009.

## Localización
El aeropuerto se encuentra sobre la RN 3 -Acceso Norte a Puerto Madryn (U9120) y sus coordenadas son latitud 42° 45' 18" S y longitud 65° 06' 02" O.

## Infraestructura
El área total del predio es de 1.063 ha de las cuales 560 pertenecen a la concesión. Su categoría OACI es 4C.
- Pistas: 112.500 m²(2500 m x 45 m. Asfalto)
- Calles de Rodaje: 4.600 m²
- Plataformas: 4.050 m²
- Superficie Total Edificada: 1.070 m²
- Terminal de Pasajeros: 900 m² (en un único nivel)
- Hangares > 300 m²

## Aerolíneas y destinos
| Destinos regulares | Nombre del aeropuerto    | Aerolíneas                       | Avión                                         | Frecuencias semanales |
| ------------------ | ------------------------ | -------------------------------- | --------------------------------------------- | --------------------- |
| Argentina          |                          |                                  |                                               |                       |
| Buenos Aires       | Aeroparque Jorge Newbery | Aerolíneas Argentinas / Flybondi | E-190AR, B737-700, B737-800, Boeing 737 MAX 8 | 10 / 6                |

## Estadísticas
| Ranking | Ciudad                               | Pasajeros (2017) | Pasajeros (2018) | Pasajeros (2019) | Variación | Aerolíneas |
| ------- | ------------------------------------ | ---------------- | ---------------- | ---------------- | --------- | ---------- |
| 1       | Buenos Aires (Aeroparque), Argentina | 93.067           | 97.032           | 78.523           | -19,08    | Andes      |

### Aerolíneas o destinos que dejaron de operar
- Aerochaco[5] (Buenos Aires-Aeroparque)
- Aerolíneas Argentinas (Trelew)
- American Falcon (Buenos Aires-Aeroparque)
- Andes Líneas Aéreas (Buenos Aires-Aeroparque)
- LADE (Comodoro Rivadavia, Bariloche, Buenos Aires-Aeroparque, Mar del Plata, Viedma)
- LAN Airlines (Punta Arenas, Puerto Montt, Santiago de Chile)